# マーケットシティ桐生

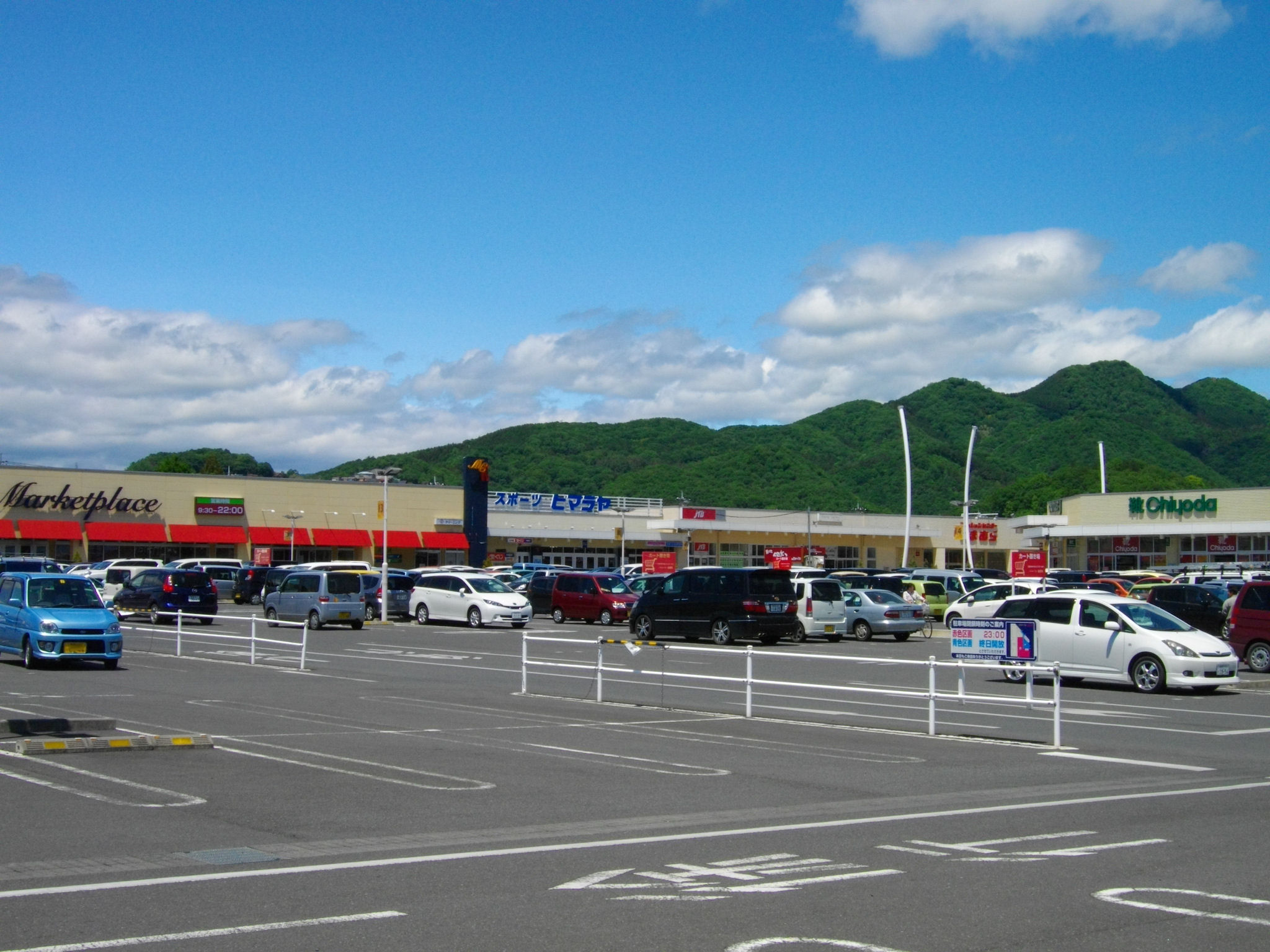
マーケットシティ桐生

マーケットシティ桐生（マーケットシティきりゅう）は、群馬県桐生市相生町にある大型商用施設。
国道122号と桐生大橋線（清瀬通り）に面する。

## 施設概要
広大な郊外を持たない桐生市としては初の大型商用施設で、ヤオコーが中心となって2005年に完成した。
屋根のあるモール型ではないため、環境面・運営面でローコストに作られている。手ごろな広さに生活感のある品揃えではあるが、より高い集客力を望める家電販売やソフト販売などを期待する声も多い。
- 所在地 群馬県桐生市相生町1-124-1
- 開店日 2005年（平成17年）11月15日
- 駐車場 750台

## 店舗
- ヤオコー 桐生相生店
- ユニクロ マーケットシティ桐生店
- しまむら マーケットシティ桐生店
- Honeys 桐生マーケットシティ店
- 靴のchiyoda 桐生店
- ダイソー マーケットシティ桐生店
- マツモトキヨシ ドラッグストア マーケットシティー桐生店
- ドコモショップ マーケットシティ桐生店
- マクドナルド 桐生マーケットシティ店
- ガスト 桐生店
- サーティワンアイスクリーム マーケットシティ桐生店
- 河合楽器製作所 （カワイ音楽教室）ヤオコー桐生教室
- 銀座コージーコーナー ヤオコー桐生相生
- ヒマラヤ マーケットシティ桐生店
- JTBワールドツーリスト マーケットシティ桐生店
- 築地銀だこ マーケットシティ桐生店
- 宝くじ
- 洋服のお直し
- ホームドライ ヤオコー桐生店
- Right-on ヤオコー桐生店

## 交通アクセス

### 鉄道
- わたらせ渓谷鐵道下新田駅より徒歩約5分。

### 路線バス
- 桐生駅北口よりおりひめバス梅田線、川内線、広沢線、境野線、菱線「新桐生駅行き」及び、相生線乗車。「ヤオコー前」下車。

### 自家用車
- 北関東自動車道太田桐生ICより国道122号を桐生方面へ約11km。